# Nördliche Neustadt (Halle)
Die Nördliche Neustadt ist ein Stadtviertel des Stadtteils Neustadt von Halle mit 16.241 Einwohnern im Stadtbezirk West. Das Stadtviertel erstreckt sich auf einer Fläche von 2,1 km² über den nordöstlichen Teil der Neustadt von Halle.

## Geographie
Die Nördliche Neustadt ist eines von vier Stadtvierteln, die früher die ehemalige Stadt Halle-Neustadt bildeten. Die Straße An der Magistrale trennt die Nördliche Neustadt von der Südlichen Neustadt und die Nietlebener Straße von der Westlichen Neustadt und von Nietleben. Im Norden bildet ein Park die Grenze zum ab 1994 bebauten Stadtteil Heide-Süd mit dem Weinberg Campus. Vorher befand sich auf dem Gelände der Flugplatz Halle-Nietleben.
Im Osten grenzt die Saaleaue an; diese ist regelmäßig Überschwemmungen ausgesetzt, die eigentlich auch die Nördliche Neustadt heimsuchen würden, denn die östliche Hälfte der Nördlichen Neustadt befindet sich im natürlichen Überflutungsgebiet der Saale.
Zwei Deiche verhindern dies jedoch; außerdem sorgt eine Brunnengalerie dafür, dass das Grundwasser nicht in die Keller der Gebäude steigt. In Jahren mit außergewöhnlichen Hochwassern, wie zuletzt 2013, wurden die Bewohner der östlichen Hälfte des Stadtviertels evakuiert. Die Grenze zur Saaleaue ist der Straßenzug Gimritzer Damm, der Teil der Rennstrecke Halle-Saale-Schleife ist.

### Verkehr
Im Osten des Viertels befindet sich der Verkehrsknoten des Rennbahnkreuzes. Hier treffen sich der Gimritzer Damm aus Richtung Lettin, Kröllwitz und Heide-Nord/Blumenau, die Magistrale, die Halle-Neustadt mit der Altstadt und dem Riebeckplatz verbindet, sowie die als Schnellstraße ausgebaute Bundesstraße 80 aus Richtung Lutherstadt Eisleben. Außerdem befindet sich an der Stelle ein Knotenpunkt für Straßenbahnen der Hallesche Verkehrs-AG aus Richtung Marktplatz, Kröllwitz und Neustadt. Diese erschließen den Süden des Stadtviertels sowie den Osten.
Der Norden der Nördlichen Neustadt wird durch Busse erschlossen. Im westlichen Teil befindet sich außerdem in einem Tunnel ein Halt der S-Bahn Mitteldeutschland. Von hier aus verkehren S-Bahnen nach Nietleben, sowie in Richtung Hauptbahnhof.
Vor dem Bau des Stadtviertels führte eine, mittlerweile im Stadtteil zurückgebaute, aus Hettstedt über Dölau kommende Bahnstrecke durch die Nördliche Neustadt. Diese endete etwas weiter östlich am Rand der Altstadt von Halle am Bahnhof Klaustor, der jedoch durch ein Kaufhaus ersetzt wurde.

### Bauwerke

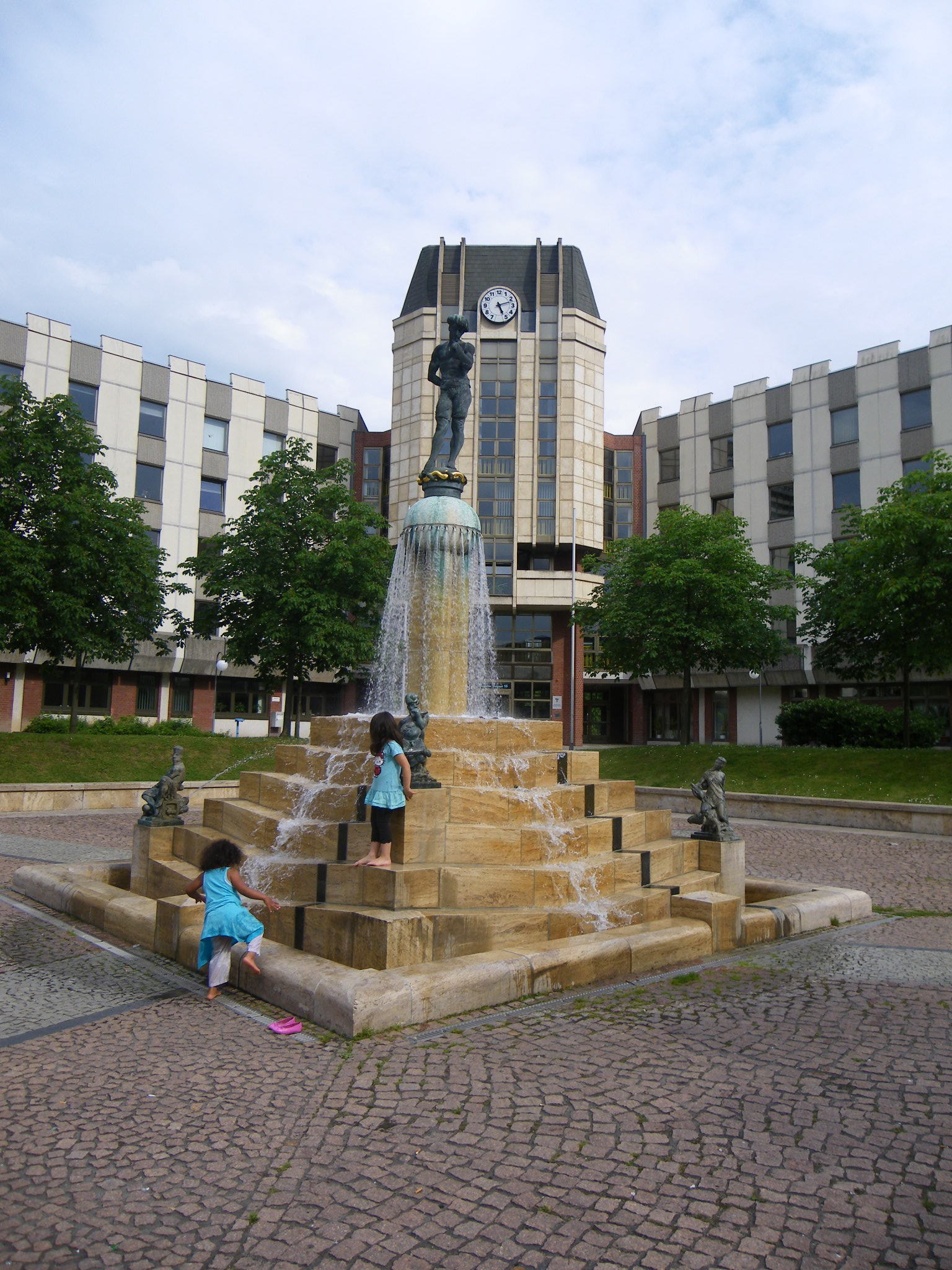
Rathaus Neustadt mit Brunnen von Göbel und Grünfläche

Das Stadtviertel besteht vorwiegend aus Plattenbauten des Typs WBS 70. Zentral gelegen sind der Marktplatz der Neustadt sowie der Wochenmarkt. Im Süden liegt zudem das Gesundheitszentrum des Stadtbezirks West, die ehemalige Zentralpoliklinik. Landmarken sind die Punkthochhäuser am Rennbahnkreuz und die sogenannten Scheiben in der Neustädter Passage; fünf Achtzehn-Geschosser, die ab 1970 als Studentenwohnheime errichtet wurden. Bis auf die Scheibe D sind diese unsaniert und stehen leer. Weitere besondere Bauwerke sind die sogenannten Y-Hochhäuser.
Am Ostrand des Stadtviertels befand sich von 1968 bis 2016 eine Eissporthalle. Diese wurde jedoch auf Grund von Hochwasserschäden abgerissen und durch einen Neubau im Inneren des Stadtviertels ersetzt.
Die 1969 erbaute Schwimmhalle mit acht 50-m-Bahnen und einer Sprunghalle wurde 1997 komplett saniert. Sie bietet 100 Sitz- und 100 Stehplätze bei Veranstaltungen.
Das erst 1989 errichtete Rathaus im Süden des Stadtviertels konnte auf Grund der Eingemeindung Neustadts nach Halle im Mai 1990 nie seine Funktion erfüllen. Im Jahr 2016 wurde es saniert und beherbergt eine Filiale des sachsen-anhaltischen Landesamtes für Vermessung und Geoinformation.

### Naherholung

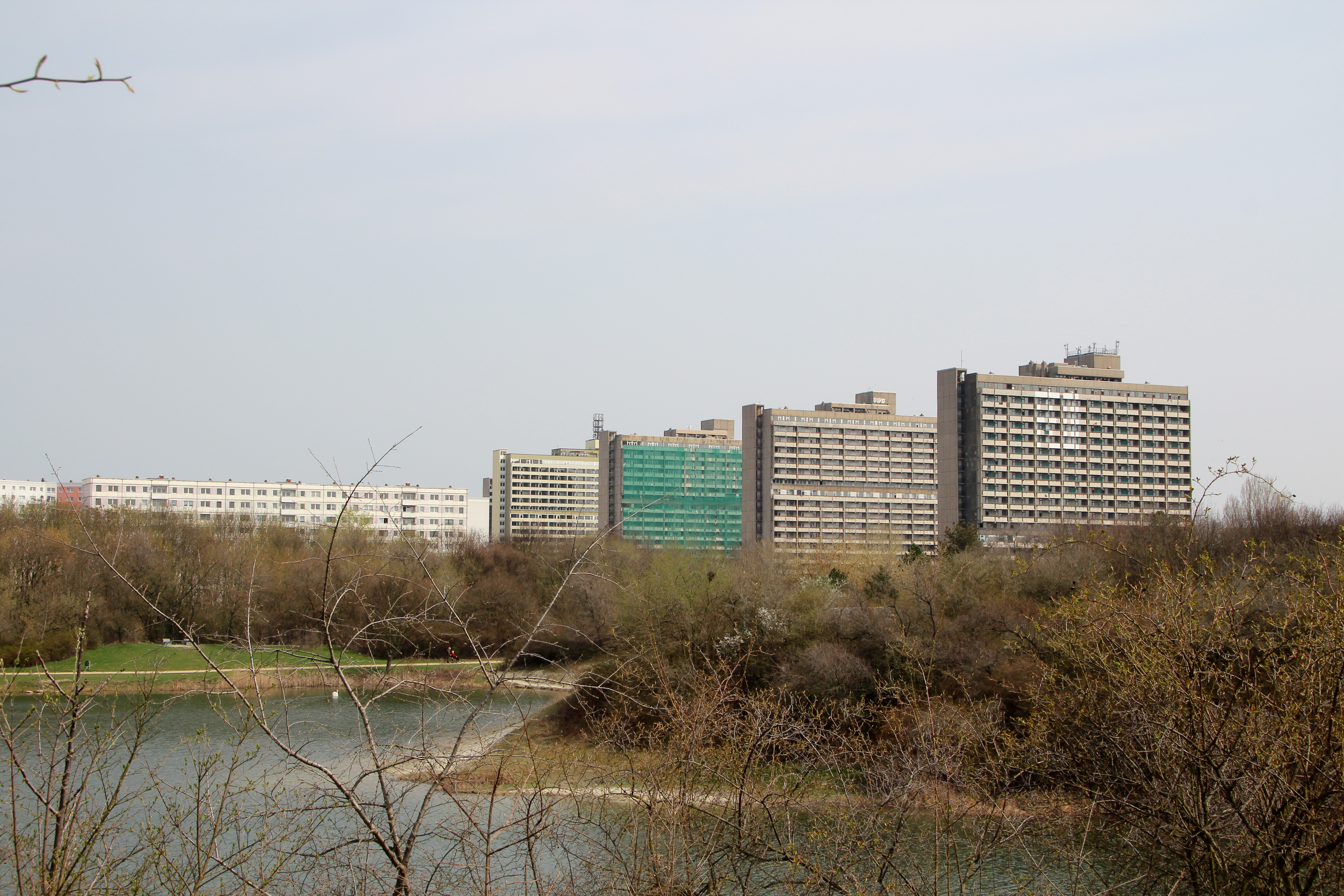
Der Bruchsee mit den Scheiben im Hintergrund

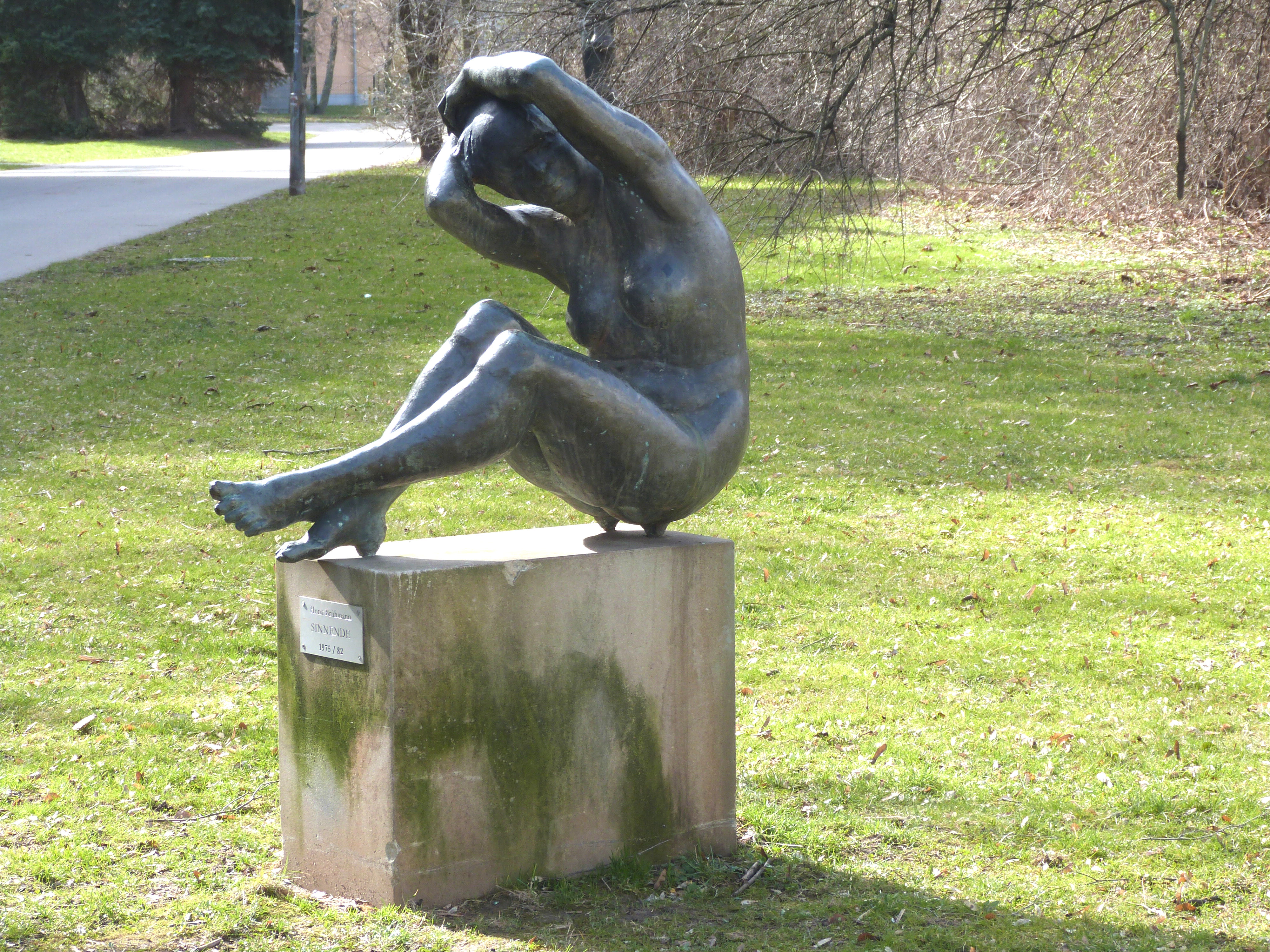
Kunstwerke in der Galerie im Grünen

Abgesehen von den vielen Grünflächen im Stadtviertel gibt es im Norden einen lang gezogenen Park mit gut ausgebautem Wegenetz. Im westlichen Bereich findet man den Bruchsee, einen gefluteten alten Steinbruch, der von einer Grünfläche umgeben ist. Hier wurden in der Vergangenheit Muschelkalkbänke abgebaut.
In dem östlich angrenzenden Stadtteil Saaleaue befindet sich das Naherholungsgebiet der Peißnitzinsel und der Ziegelwiese, wo im Sommer jedes Jahr viele junge Menschen grillen und sich vom Tag entspannen. Des Weiteren findet hier alljährlich Ende des Sommers das Laternenfest statt.

## Geschichte
Die Nördliche Neustadt wurde ab 1964 als Teil der neuen Planstadt Halle-Neustadt in der Deutschen Demokratischen Republik gebaut. Nach der Wende wurde Halle-Neustadt 1990 wieder nach Halle (Saale) eingemeindet und in vier neue Stadtviertel aufgeteilt. Die Nördliche Neustadt ist eines davon.